# Битва за форти Дагу (1858)
Битва за форти Дагу 1858 року стала першою кампанією союзних англо-французьких військ проти Династії Цін у ході Другої опіумної війни з метою захоплення фортець Дагу на річці Хайхе на сході Китаю.

## Передумови
Після взяття Ґуанчжоу в ході Другої опіумної війни англо-французьке командування розраховувало на початок мирних переговорів з урядом Китаю. Воно висунуло термін прибуття представників Династії Цін для переговорів до Шанхаю. Після того, як цей термін сплив, англо-французьке командування вирішило захопити місто Тяньцзінь на березі Жовтого моря, оскільки воно було в безпосередній близькості до Пекіну і через нього туди постачалося усе продовольство.

## Перебіг битви
Головною ціллю атаки було обрано форт на правому березі річки Хайхе.
Вранці 20 травня 1858 року головнокомандувачеві китайських військ було висунуто ультиматум здати форти Дагу до 10 години ранку. О пів на десяту 6 англо-французьких канонерських човнів підійшли до фортець Дагу. З обох берегів річки Хайхе по союзному флоту розпочався артилерійський вогонь. Союзна артилерія змогла знищити частину китайських гармат; до 11 години всі гармати, що відкривали вогонь з лівого берега річки, були знищені. Спущені на воду китайські брандери були перехоплені. Станом на 12 годину дня вся лінія фортів уздовж річки опинилася під вогневим контролем союзних військ. Наприкінці бою пороховий погріб сьомого форту правого берега вибухнув, що нанесло англо-французьким силах найбільших втрат у ході бою.
Після висадки десанту всі фортеці Дагу були знищені союзними військами. Крім того, десант остаточно знищив усі китайські гармати на правому березі Хайхе. Битва завершилася перемогою союзних англо-французьких військ.
Британсько-французькі війська втратили загалом 11 вбитих (5 — Велика Британія, 6 — Франція) та 77 поранених (16 — Велика Британія, 61 — Франція). Китай втратив більше 300 осіб вбитими та 284 гармати.

## Наслідки
23 травня союзна ескадра продовжила рух вище по течії Хайхе. 28 травня ескадра підійшла до Тяньцзіня. В таких умовах китайський уряд вирішив погодитися на мирні переговори. У червні 1858 року були підписані Тяньцзінські трактати між Імперією Цін та Великою Британією, Францією, а також Росією та Сполученими Штатами.